# Tram Fiat ATM Turin - Série 5000
Le Fiat ATM Turin Série TPR 5000 est un tramway monodirectionnel comprenant deux caisses articulées à plancher partiellement bas (75%) produit par le groupement italien Fiat Ferroviaria, Stanga et Ansaldo de 1989 à 1992 pour l'ATM de Turin, intégrée dans le groupe municipal turinois GTT en 2003. Cette série succède à la Série 2800. Le titre TPR signifie Tram à Plancher Ribassato - surbaissé.

## Histoire
En 1985, le groupe FIAT, dans le cadre d'un projet de recherche mené en collaboration avec le Conseil National de la Recherche italien - CNR, crée un véhicule expérimental issu de la transformation d'une rame du Tram Fiat ATM Turin - Série 2800. L'innovation a consisté à remplacer le carrousel central par un nouveau module conçu par l'ingénieur Pierantonio Losa, équipé de roues indépendantes de 680 mm de diamètre. La suspension est pneumatique. Cette solution a permis de créer une rame avec un plancher surbaissé sur la section centrale, représentant 75% de sa longueur, à seulement 340 mm du sol ce qui a permis des accès plus rapides que dans les tramways en service et surtout plus aisés pour les usagers, n'ayant plus aucune marche à gravir. Le résultat fut un véhicule d'un type parmi les plus avancés parmi les nouveaux modèles mis en service sur les meilleurs réseaux européens. Le prototype a été présenté à la presse le 7 mai 1985.
Un deuxième prototype a été construit par FIREMA, avec l'utilisation de caisses de conception nouvelle, sur laquelle deux bogies centraux différents ont été testés, conçus respectivement par les ingénieurs Vianello et Vigliani. La rame a été baptisée Firema 5500. Cette rame expérimentale a été vendue, en 2001, au "Dopolavoro Ferroviario di Cremona".
En septembre 1985, l'ATM de Turin signe un accord commercial avec Fiat Ferroviaria pour transformer une partie de la commande des rames de la Série 7000 en cours de fabrication. Le nombre total de ces rames "7000", destinées au futur réseau « métro léger » du plan de la réforme de 1982, était de 100 exemplaires. La commande a alors été réduite à 51 unités et le budget des 49 unités restantes investi dans 54 unités d'un nouveau type de tramway, la série 5000.
Une "maquette" de l'avant de cette nouvelle série de tramways, qui reprend le style du prototype FIREMA, a été réalisée dans un des dépôts de l'ATM de Turin. Parmi les solutions technologiques retenues figure le positionnement des équipements de traction et de freinage pneumatique, le compresseur Ansaldo 127G, sur le toit de la rame.

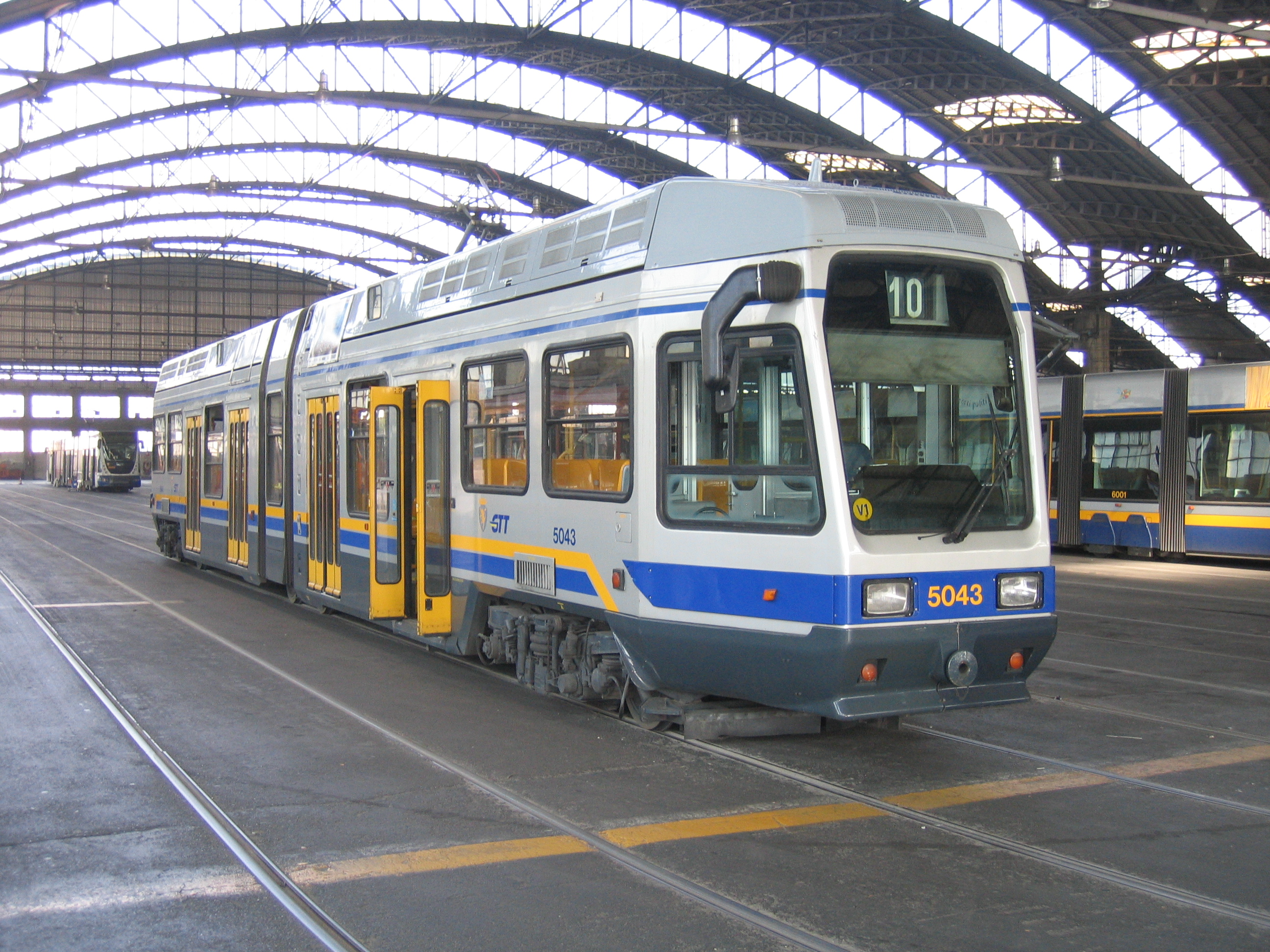
Rame Fiat 5043 au dépôt (2007)

## Caractéristiques techniques
L'équipement électrique est réalisé par la société Ansaldo. Les voitures de la série 5000 sont équipées d'entraînements hacheurs réalisés avec des thyristors GTO refroidis au fréon, qui alimentent les deux moteurs de traction à courant continu Ansaldo 4 ELO 2245 auto-ventilés, situés sur les bogies d'extrémité (disposition B'2'B') d'une puissance nominale de 300 kW.
Les bogies moteurs ont un empattement de 1.900 mm et l'empattement du bogie porteur est de 1.400 mm, tandis que l'empattement entre les bogies est de 7.200 mm.
Les rames, d'une longueur de 22,20 mètres, disposent de 1 place de service, 51 places assises et 129 places debout, logées dans une double caisse en alliage léger fabriquée par Fiat Ferroviaria avec des éléments mécaniques fournis par la société Stanga de Padoue. Grâce à son poids à vide de seulement 29,5 t, la vitesse réglementaire maximale de 60 km est atteinte avec une accélération de 1 m/s2 jusqu'à 35 km/h.
L'assemblage final des rames a été réalisé par :
- rames 5000 - 5029 : Fiat Ferroviaria usine de Savigliano,
- rames 5030 - 5053 : Officine Meccaniche della Stanga usine de Padoue.

## Service
Le 24 février 1989, le premier exemplaire de la nouvelle série 5000 est présenté officiellement par FIAT.
Dans un premier temps, au fur et à mesure de leur mise en service, ces rames bi-caisses, ont été utilisées sur la ligne 3 avec les rames de la Série 7000.
En prévision des matchs de football qui doivent se dérouler dans le cadre de la Coupe du Monde 1990, une nouvelle connexion a été inaugurée, identifiée comme la ligne 9, entre Torino Esposizioni et le nouveau Stadio delle Alpi (Piazza Stampalia) ; cette relation a été exercée avec les voitures de la série 5000.
En 1991, d'importants travaux de transformation ont été réalisés sur le réseau pour un fonctionnement avec des rames équipées de pantographes, en remplacement du système à trolley à roulettes qui équipait les anciennes rames ATM. À partir de la mi-novembre, les voitures de la série 5000 sont donc également entrées en service sur la ligne 10. Depuis, le service avec ces tramways s'est étendu à toutes les lignes de la compagnie turinoise.

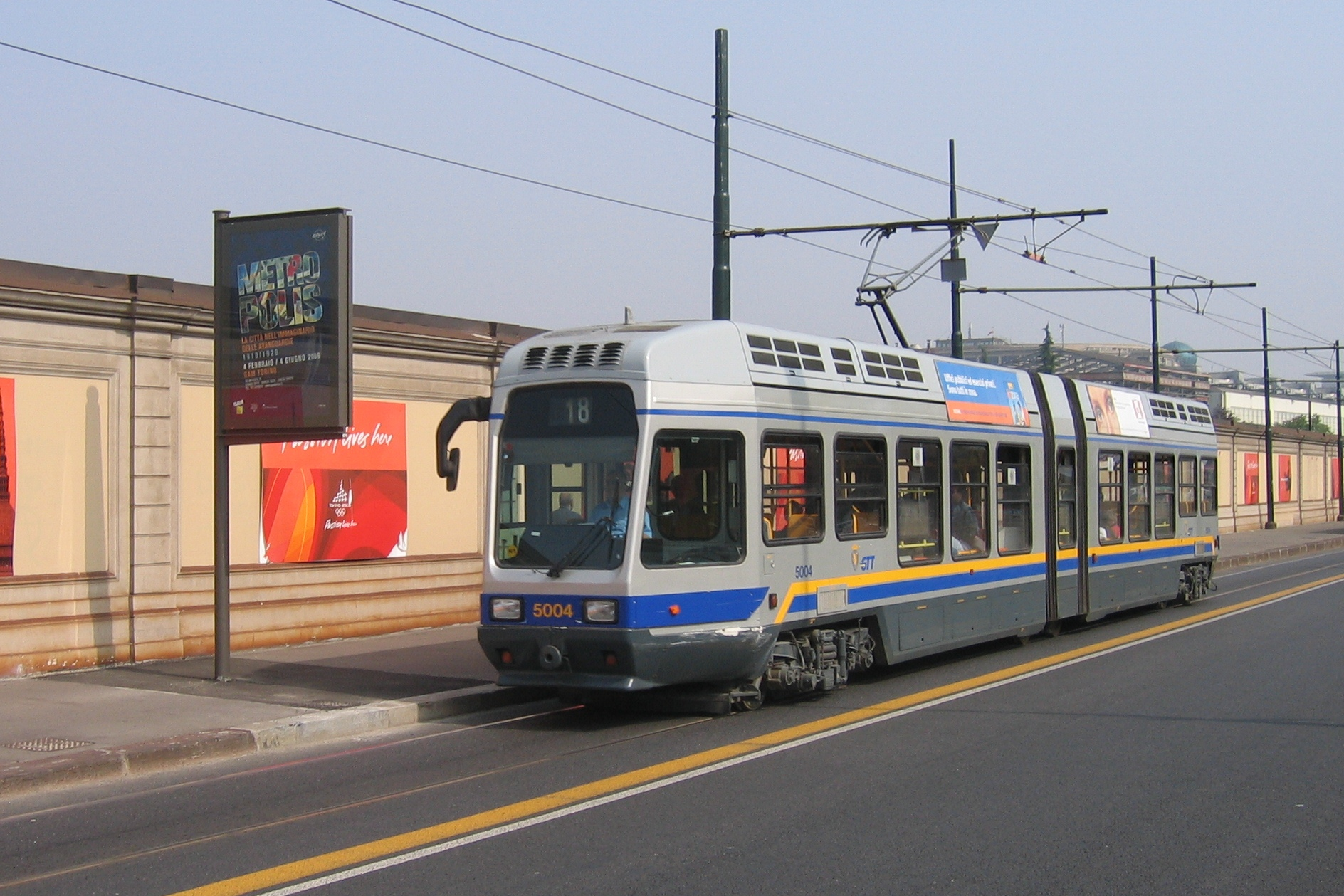
Tram Fiat 5004 sur la ligne 18 en 2006, Via Nizza (section Nizza Millefonti)

A l'occasion de la présentation du nouveau Plan Général de Trafic Urbain de Turin et de la commande d'une nouvelle série de 55 rames de tramways à plancher entièrement surbaissé (future Série 6000), la voiture 5051 a été repeinte avec une nouvelle livrée comportant deux bandes jaune et bleu représentant les couleurs institutionnelles de la capitale piémontaise. Ce schéma n'a pas été confirmé et à sa place, il a été décidé d'adopter la livrée actuelle, contenant toujours des bandes jaunes et bleues mais avec les caisses gris métallisé.

## Livrées: rappel historique
Les livrées actuelles respectent les couleurs des différentes entreprises de transport public. Mais ces libertés dans les livrées sont récentes, elle résultent des dispositions ministérielles de 2001.
En Italie, depuis le décret royal de 1927 jusqu'au décret ministériel du 1er juin 2001, les couleurs des véhicules de transport en commun terrestres, étaient strictement normalisées :
- taxis : jaune avec bandes latérales en damiers noirs et blancs (les taxis de New-York ont adopté la même livrée)
- autobus de ligne, urbains : bi-ton de vert puis orange,
- autobus de ligne, interurbains : bleu,
- autobus transport scolaire (scuolabus) : jaune,
- autocars de tourisme : dominante de rouge avec des filets bancs,
- trolleybus : bi-ton de vert puis orange, (comme les autobus urbains),
- tramways : longtemps bi-ton de vert puis orange, (comme les autobus urbains).